# Krisztián Lisztes (football, 2005)
Dans le nom hongrois Lisztes Krisztián, le nom de famille précède le prénom, mais cet article utilise l’ordre habituel en français Krisztián Lisztes, où le prénom précède le nom.
Ne doit pas être confondu avec son père, Krisztián Lisztes, dont les noms sont homophonographes.
Krisztián Lisztes, né le 6 mai 2005 à Budapest (Hongrie), est un footballeur hongrois qui évolue au poste de milieu offensif évoluant au Ferencváros TC, en prêt de l'Eintracht Francfort.

## Biographie

### Carrière en club
Krisztián Lisztes est formé au Ferencváros TC, où il fait ses débuts professionnels le 14 mai 2022, entrant en jeu lors de la victoire 2-1 en Nemzeti Bajnokság I contre le Gyirmót FC, alors que le club de Budapest est déjà sacré champion national,.
Prêté au club partenaire du Soroksár SC (en) en D2 hongroise pour la saison 2022-2023, il signe son premier contrat professionnel avec le club hongrois le 10 janvier 2023.
De retour avec le Ferencváros en fin de saison, il entre en jeu lors du huitième de finale contre le Bayer Leverkusen le 16 mars 2023, devenant alors le plus jeune hongrois a jouer une compétition européenne, dépassant le record de précocité de Dominik Szoboszlai.
Il s'illustre par la suite avec son adresse face au but, avec 5 buts en 6 match au jour de ses 18 ans,,, aidant le Ferencváros à remporter son 34e titre national,. Il marque notamment un doublé contre le Fehérvár, puis le but de la victoire 3-2 contre le rival historique de l'Újpest FC au Szusza Ferenc Stadion le 1er mai 2023,.

### Carrière en sélection
Lisztes est international hongrois en équipes de jeunes, jouant notamment avec les moins de 19 ans (en) sur la saison 2022-23.

## Vie privée
Krisztián Lisztes est le fils de l'ancien international hongrois Krisztián Lisztes, dont il partage le même nom,.

## Palmarès
| Ferencváros TC - Championnat de Hongrie (2) - Champion en 2021-2022 et 2022-2023 |